# Satu Nou (okręg Braszów)
Satu Nou (węg. Barcaújfalu) – wieś w Rumunii, w okręgu Braszów, w gminie Hălchiu. W 2011 roku liczyła 1183 mieszkańców.